# Parque Pompano
El Parque Pompano (en inglés: Pompano Park) es una pista de carreras de caballos ubicada en Pompano Beach, Florida al sureste de los Estados Unidos. Está catalogado como "el hogar de invierno de las carreras con arnés" por su ubicación en Florida que lo convierte en una alternativa ideal para los jinetes, cuando la mayoría de las pistas de carreras en el norte están obligadas a tener nieve, hielo y las condiciones de frío muy duras. La pista ofrece carreras en vivo unos diez meses cada año, con un breve descanso durante la última quincena de junio hasta la segunda semana de agosto. Isle Casino Pompano Park es un punto de acceso nocturno que cuenta con un casino con máquinas tragamonedas y juegos de mesa, así como una pista de carreras de caballos.